# Thomas Wolsey
Thomas Wolsey (Ipswich, aprox. 1471 - Leicester, 29 de novembre de 1530) fou un arquebisbe anglès i cardenal de l'Església Romana a més de Lord canceller del Regne d'Anglaterra.
Es va educar en un col·legi d'Oxford orientant la seva formació cap al sacerdoci que va arribar el 1498. El seu fort carisma personal li va permetre ascendir amb rapidesa amb el beneplàcit de la jerarquia catòlica. El seu prestigi va arribar a la Cort, el rei Enric VII, el va nomenar capellà personal el 1507. Amb l'ascens al poder d'Enric VIII, es va incorporar a l'entorn reial, sent nomenat Conseller el 1511. Les seves tasques es van orientar cada vegada més al terreny de la política, especialment a les relacions internacionals per tenir unes grans dots diplomàtiques. Va ser nomenat bisbe de Lincoln i Tournai. El seu paper per aconseguir la pau amb França el 1514 li va valer l'arquebisbat de York.
En 1515 va obtenir el capell cardenalici i va ser nomenat Lord Canceller. Les seves accions prop de Francesc I de França per a afavorir l'acostament d'ambdós països, el va combinar de manera que la filla d'Enric, la futura Maria I d'Anglaterra, es casés amb Carles V del Sacre Imperi Romanogermànic (qui finalment es casaria amb Isabel de Portugal), tractant d'assolir així una posició de privilegi en l'escenari europeu per a Anglaterra. El cardenal Wolsey va usar les seves grans habilitats com a home d'estat i administrador principalment manejant els afers exteriors d'Anglaterra per a Enric VIII d'Anglaterra.
Tota aquesta intensa labor política, de ple grat del monarca, va començar a tornar-se més complicada quan Wolsey, intrigant en les possibilitats matrimonials del rei i en la validesa de les seves decisions enfront del papat, va perdre el favor d'Anna Bolena i, per tant, d'Enric VIII d'Anglaterra que estava decidit a casar-se amb ella i divorciar-se de Caterina d'Aragó. Donades les complexitats diplomàtiques que plantejava el cas, Wolsey, tement el risc físic que correria si ell mateix acordava la nul·litat, va actuar lentament enfront de la petició real. Aquesta demora va enutjar al rei i va fer que Anna Bolena i els seus amics cortesans el consideressin un enemic. No va aconseguir que Roma acceptés el divorci d'Enric VIII i Caterina d'Aragó.
Ràpidament va caure en desgràcia. Se li van llevar els càrrecs i les propietats incloent la seva magnífica residència ampliada del York Place, que Enric va escollir en substitució del Palau de Westminster com la seva principal residència a Londres. No obstant això, a Wolsey se li va permetre seguir sent arquebisbe de York. Va viatjar a Cawood a North Yorkshire. Però poc després, va ser acusat de traïció i el Comte de Northumberland li va ordenar tornar a Londres. Greument pertorbat, va emprendre la tornada a la capital amb el seu capellà personal, Edmund Bonner. Wolsey va emmalaltir i va morir en el camí, a Leicester el 29 de novembre proper a complir 60 anys.